# ATP Volvo International 1983
Il Volvo International 1983 è stato un torneo di tennis giocato sulla terra rossa. Il torneo fa parte del Volvo Grand Prix 1983. Si è giocato a North Conway negli Stati Uniti dal 25 luglio al 1º agosto 1983.

## Campioni

### Singolare maschile
José Luis Clerc ha battuto in finale  Andrés Gómez con il punteggio di 6–3, 6–1

### Doppio maschile
Mark Edmondson /  Sherwood Stewart hanno battuto in finale  Eric Fromm /  Drew Gitlin con il punteggio di 7–6, 7–6